# Johan Hultman (taffeltäckare)
Johan D. Hultman, född troligen på 1660-talet, död 19 december 1735 i Stockholm, var en svensk taffeltäckare.
Hultman kom 1694 i tjänst hos kronprins Karl som lakej och följde senare kungen på alla hans fälttåg ända till Fredrikshald. I Bender utnämndes han till taffeltäckare, och kvarstod i denna egenskap has det nya kungaparet. Till detta överlämnade han 1734 sina anteckningar om Karl XII för tiden 1707-18. Han har även författat en kort marschruta över kungens resor och vistelseorter från avresan från Karlbergs slott 1700 till begravningen 1719. Båda trycktes i Handlingar hörande till konung Carl XII:s historia (1819).